# Bilacunaria microcarpa
Bilacunaria microcarpa — вид квіткових рослин родини окружкових (Apiaceae).

## Біоморфологічна характеристика
Це багаторічна рослина. Рослина гілляста 50–100 см заввишки. Стебла кутасто-смугасті, ± голі. Променів 7–15. Пелюстки голі. Плід кулястий; 4–6 × 5.5–7.5 мм.

## Поширення
Іран, Ірак, Північний Кавказ, Південний Кавказ, Туреччина.
В Україні вид зростає у Криму (околиці м. Старий Крим).